# هارتفورد شرقی (کنتیکت)
هارتفورد شرقی (به انگلیسی: East Hartford) یک شهرک در ایالات متحده آمریکا است که در شهرستان هارتفورد، کنتیکت واقع شده‌است. هارتفورد شرقی ۴۸٫۵ کیلومتر مربع مساحت و بر اساس سرشماری ۲۰۱۰ بالغ بر ۵۱٬۲۵۲ نفر جمعیت دارد و ۱۲ متر بالاتر از سطح دریا واقع شده‌است.